# Jean-Jacques Mounier
Jean-Jacques Mounier, (* 12. června 1949) je bývalý francouzský zápasník – judista, bronzový olympijský medailista v judu z roku 1972.

## Sportovní kariéra
Judu se věnoval na předměstí Paříže ve Villemomble. V roce 1972 startoval na olympijských hrách v Mnichově a po takticky vyzrálém výkonu, kdy nezaznamenal jediný bod a všechny zápasy vyhrál po hantei, získal bronzovou olympijskou medaili. Zápasil v době, kdy rozhodčí neznali pojem šido za pasivitu a na této taktice měl založenou sportovní kariéru. Dobové časopisy ho popisují jako judistu, který více času proklečel na kolenou než stál na nohou. Když však došlo na hantei rozhodčí se ve většině případů přiklonili na jeho stranu. Nutno podotknout, že většina jeho soupeřů pocházela z nejudistického (zápasnického) prostředí a získat rozhodčí na svojí stranu nebyl pro jeho judistické renomé problém. Problém pro něho nastal se zavedením penalizace (šida) za pasivitu v roce 1974, která prakticky ukončila jeho mezinárodní úspěchy. Sportovní kariéru ukončil v roce 1978. Věnoval se trenérské práci, byl šéfredaktorem populárního francouzského časopisu Judo.

## Výsledky
| Turnaj             | 1969           | 1970           | 1971           | 1972           | 1973           |
| Turnaj             | 20             | 21             | 22             | 23             | 24             |
| Turnaj             | pololehká váha | pololehká váha | pololehká váha | pololehká váha | pololehká váha |
| ------------------ | -------------- | -------------- | -------------- | -------------- | -------------- |
| Olympijské hry     |                |                |                | 3.             |                |
| Mistrovství světa  | úč.            |                | úč.            |                | 5.             |
| Mistrovství Evropy | 3.             | 1.             | 1.             | 1.             | ?              |